# アカシックレコード
アカシックレコード（英: akashic records）は、元始からのすべての事象、想念、感情が記録されているという世界記憶の概念で、アーカーシャあるいはアストラル光に過去のあらゆる出来事の痕跡が永久に刻まれているという考えに基づいている。宇宙誕生以来のすべての存在について、あらゆる情報がたくわえられているという記録層を意味することが多い。アカシャ年代記（独: Akasha-Chronik、英: akashic chronicles、アーカシャ記録、アカシアの記録）とも。近代神智学の概念であり、その他の現代オカルティズムの分野（魔術等）でも神智学用語として引き合いに出されることがある。また、陰に陽に神智学運動の影響を受けている欧米のニューエイジや、日本の精神世界・スピリチュアル、占い、予言といったジャンルでも使われる用語でもある。アカシックレコードが存在する科学的根拠はない。

## 概要
アカシックレコードの「アカシック」はサンスクリット語の「アーカーシャ」に由来し、その英語的な変化形である。アーカーシャは近代の西洋オカルティズムではエーテルに相当するものとされたが、元来はインドの伝統的な概念であってオカルト的、ニューエイジ的な意味合いはない。アカシックレコードという言葉は全く近代ヨーロッパ的な用法である。近代神智学を創始したヘレナ・P・ブラヴァツキー（1831年 - 1891年）はアーカーシャを生命力のようなものとみなし、これを以てアーカーシャは神智学の用語となった。
アカシックレコード、アカシャ年代記は、神智学協会のブラヴァツキーが最初に使った言葉、もしくは同協会に属し、のちに人智学を提唱したルドルフ・シュタイナー（1861年 - 1925年）が作った言葉と言われる。シュタイナーは、透視能力のある意識のみが近づくことができる宇宙の超感覚的な歴史、「世界で起こったあらゆることが記録されている」「巨大な霊的パノラマ」を「アカシャ年代記」「アカシアの記録」と呼んだ。近代神智学系の思想家・オカルティストたちによると、物理界・星幽界・神界・天空などの世界の果てに、それを取り巻くように不思議な境界線が遠く伸びており、ここには全宇宙の歴史が時間の流れにしたがって配列されており、これがアカシャ年代記・アカシックレコードであるという。アカシックレコードは解読不能な言語によって記された書籍に喩えられる。
近現代の神智学や人智学だけでなく、現代のニューエイジ文化の用語としても使われるようになり、神智学の影響を受けた心霊治療家・心霊診断家エドガー・ケイシーが使ったことで一般に知られている。ケイシーは催眠状態で病気の診断や予言を行ったが、彼が催眠時にアクセスしていたとされる潜在意識（無意識）の次元、これまでに経験した全ての事柄が刻まれた「霊的な記憶庫」が、のちに神智学の用語に倣って「アカシックレコード」と呼ばれるようになった。
心理学者カール・グスタフ・ユングが提唱した心理学の概念である「集合的無意識」と同一視または類比されることがあり、「神の無限の記録または図書館」という意味でも使われ、「世界のすべての現象を記録した霊界のスーパー・コンピューター」とも喩えられる。しばしば万能の情報源と謳われ、一部の人々は実在すると考えている。未来の情報も含まれるとする場合、あらかじめ運命が決まっているという宿命論、予言が行えるとする場合は決定論となる。

## 歴史

### 神智学

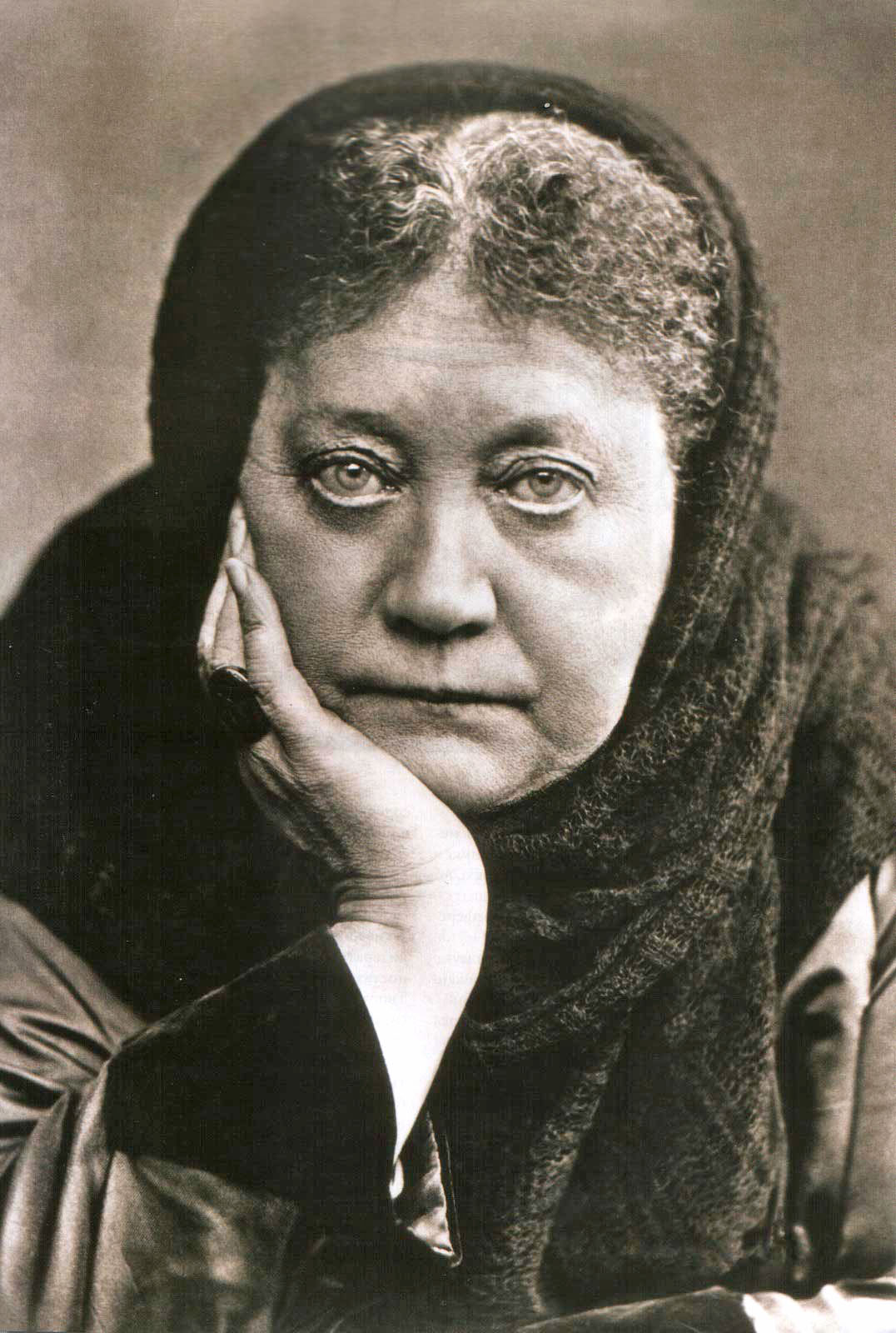
ブラヴァツキー、1889年

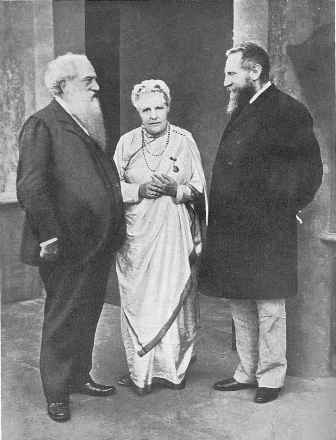
左から初代会長オルコット、第2代会長アニー・ベサント、レッドビーター（アディヤール 1905年）

小森健太朗は、ブラヴァツキーが古代アトランティス大陸の聖典だとした『ジャーンの書』について、記者にどこからこの文献をもって来たのだと問われ、「アーカーシャーの記録にアクセスしました」と答えたことが、おそらく世界で最初の用例であり、著書『シークレット・ドクトリン』には「アーカーシャーの記録」という言葉があると述べている。
『シークレット・ドクトリン』には、アカシックという形容詞は用いられていないという見解もある。ブラヴァツキーは『シークレット・ドクトリン』の中で、「生命の書」 (the Book of Life)、アストラル光（英: astral light）でできた見えない書板にリピカ（Lipi-ka 書記）によって刻まれる「永遠の絵画ギャラリー」（過去、現在、未来のすべての行為や思考の記録）について述べている。ブラヴァツキーは、この「生命の書」は、アストラル光で構成される見えざるキャンバスに、七大天使の子である言葉、声、霊から創造されたリピカが刻むものとしており、過去においては読み取ることができる種族もいたとする。または、「アーカーシャ」に、人間の行動（カルマ、因果）を記録する「永遠の絵画ギャラリー」があり、この記録（因果）に対して応報（因果応報）がある（神智学にはインドの輪廻転生、因果応報といった思想が取り入れられている）。
ブラヴァツキーは、「生命の書」は諸宗教に同様の定義があると述べている。リピカの記録の媒体とされた「アストラル光」の名称はラテン語の「星」（ラテン語: aster < 古代ギリシア語: ἀστήρ）に由来する。
ヘンリー・スティール・オルコットは The Buddhist Catechism（『仏教要理』、1881年）において「アーカーシャの記録のなかには永続的なものがあって、真の覚りの段階に達するとその同じものを読み取る潜在能力が人にはある」という考えが初期仏教にはあったと述べ、アルフレッド・パーシー・シネット（1840年 – 1921年）は自著 Esoteric Buddhism (『秘伝仏教』、1884年）の中でその文章を引用している。チャールズ・W・レッドビーター（1854年 - 1934年）は Clairvoyance （『透視力』、1899年）で「アカシックレコード」という名辞に言及し、それは透視家が読み取ることのできる何かであると認めた。シュタイナー（下記）と同時期の1910年には、レッドビーターはインドのアディヤールにおいて、アトランティス時代から28世紀の間の地球の歴史に関するアカシックレコードの霊視を行ったとしている。

### シュタイナー

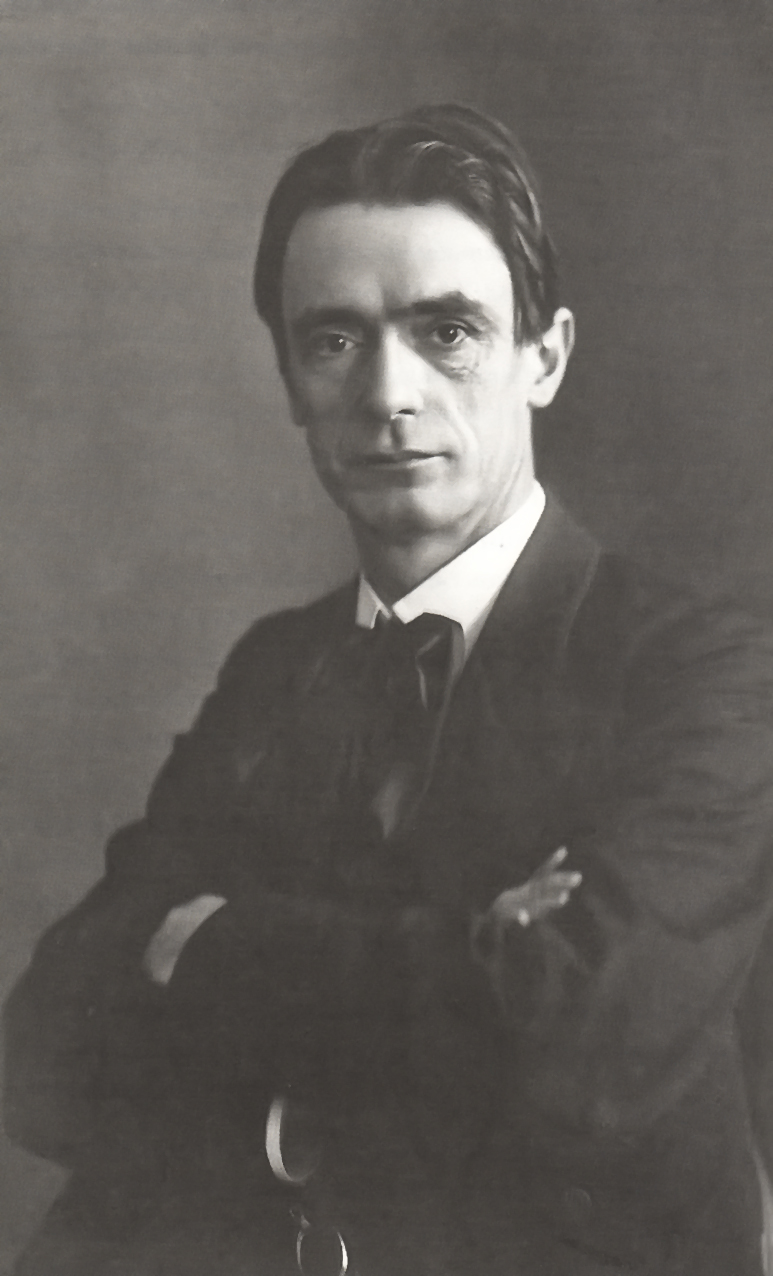
シュタイナー、1905年

アイオワ大学元教授Marshal McKusickによると、アカシックレコードという言葉を作ったのはルドルフ・シュタイナー（1861年 - 1925年）である。神智学協会ドイツ支部事務総長だったルドルフ・シュタイナーは、物質界を取り巻く「アカシャ」という第五元素に、超物質的な方法で世界で起こったことがすべて永遠に刻印されており、それを霊視できると主張した。霊視したという内容を、1904年から1908年の5年間にわたり「ルツィフェル・グノーシス」誌で「アカシャ年代記より」として連載した。
宇宙も人間同様に転生するとし、宇宙と人類が転生を繰り返しながら霊的に進化する様子を描いている。地球は7つの曜日に倣って、土曜期・太陽期・月期・地球期・木星期・金星期・ヴァルカン期の7つの段階を経て進化するとされ、現在は地球期であるとされた。各惑星期は周期という下位区分を持ち、各周期は球期という下位区分を持ち、各球期は根源人種期という下位区分を持ち、各根源人類期は文化期という下位区分を持つとされ、現在は「地球期・第4週・第4球、第4根源人種時代（後アトランティス時代）・第5文化期」であるという。地球期に人類は、北極付近からレムリア大陸、アトランティス大陸に移動して進化し、現在に至っているとされ、人類と太陽系との劇的な出会いを語るオカルト宇宙誌となっている。地球期の次は、地球が木星になる木星期とされている。
この連載はシュタイナーの生前に書籍として出版されることはなかった。

### エドガー・ケイシー

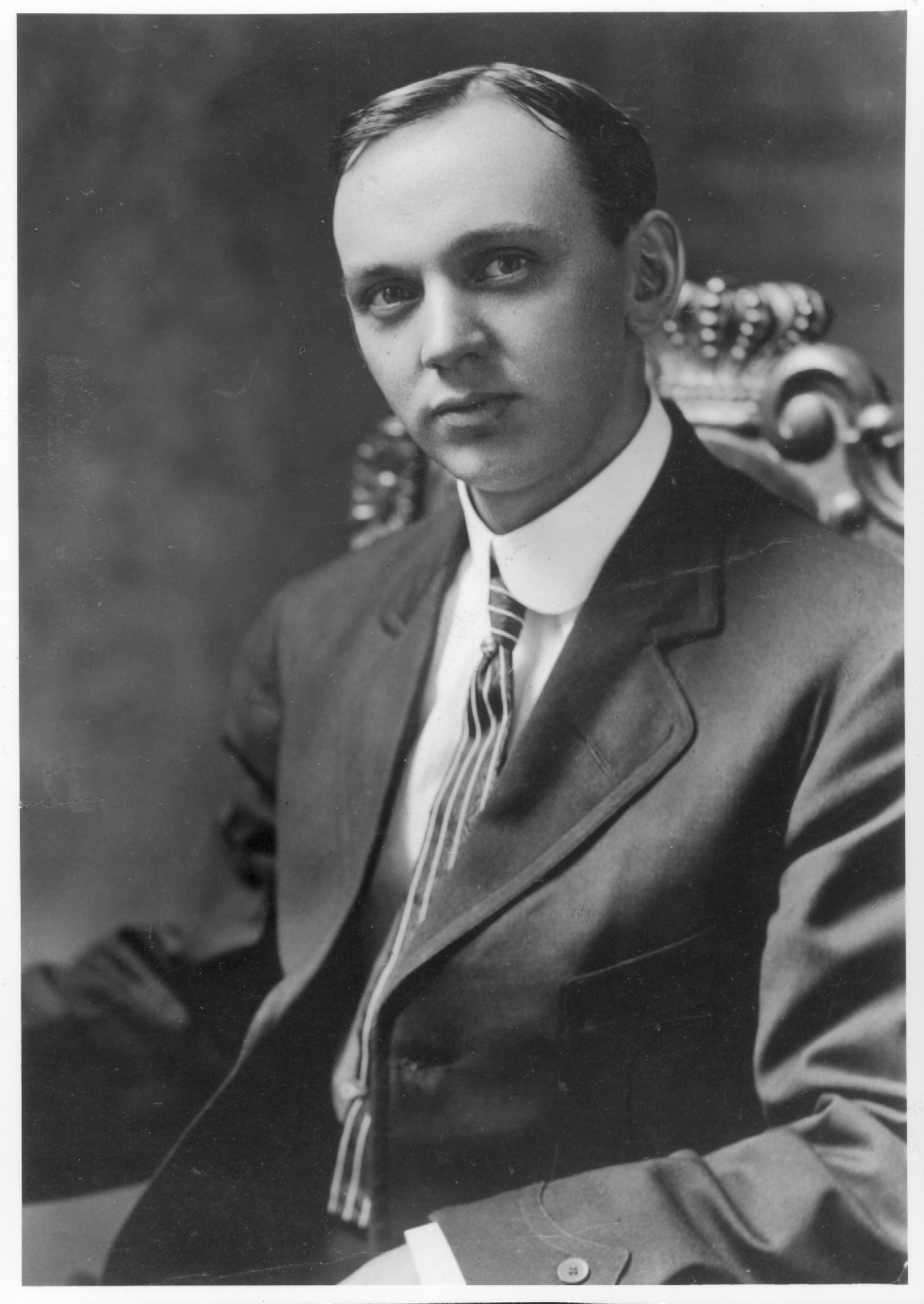
ケイシー、1910年

アカシックレコードという概念は、心霊治療家・心霊診断家エドガー・ケイシー（1877年-1945年）が、晩年から死後にかけてアメリカ社会で人気になるのに伴い知られるようになった（ケイシーに関する著作トマス・サグルー著『There Is a River』（1943年）が出版される晩年まで、ケイシーはあまり知られていなかった）。彼は、メスメリズム（動物磁気療法、催眠療法）による催眠状態で人々からの相談や質問に答えるという、特異な人生を送った。喉頭炎を患い声が出なくなった時に、メスメリストによる催眠治療を受けたが、催眠状態では声を出すことができ、普段とは異なる人格が現れた。その人格が語る病気の原因と治療法によりケイシーは失声症を克服し、また催眠下では他者の病の治療法も教えたため、徐々に患者の相談に答えるようになった。競馬や株価の予想といった私益の相談には、うまく能力を発揮することはできなかったという。1923年に印刷業者で宗教・哲学、特に近代神智学に詳しいアーサー・ラマース (Arthur Lammers) に出会い、ラマースは神智学の教えなどを催眠時のケイシーに質問し、ケイシーは神智学の影響を大きく受けた。ラマースの勧めでケイシーは病気相談（フィジカル・リーディング）だけでなく、過去生の経緯や過去生を含む人生全体の相談（ライフ・リーディング）に応じるようになり、支持者が集まり活動は組織化されていった。グノーシス主義等を研究する宗教学者大田俊寛は、ケイシーの思想には神智学協会に始まる近代の神智学と『新約聖書』の「ヨハネの黙示録」、その代替医療にはニューソートの影響が認められると述べている。女優シャーリー・マクレーンのオカルト色の濃い自伝的書籍で、ベストセラーとなった『アウト・オン・ア・リム』では、ケイシーの輪廻転生論が重要な位置を占めている。リーディング記録をもとに彼の思想や歴史館を語るジナ・サーミナラ著『Many Mansions』（1950年）などがベストセラーになり、ケイシーの思想はニューエイジにおいて重視された。
ラマースの知識は神智学に基づくもので、神智学の霊魂観の真偽などを催眠時のケイシーに質問した。これに対し、ケイシーは次のように説明している。人間の霊魂は輪廻転生を続けており、太陽系は八次元からなる「魂の修養場」である。三次元を特徴とする地球では、霊魂は三次元的身体（肉体）をまとって自由意思を行使する。地球では肉体と霊体という二重性のために、人間の意識は顕在意識と潜在意識に完全に分離してしまい、潜在意識は眠り込んだ状態になる。潜在意識の次元では、魂がこれまでに経験した事柄（過去生を含む）がすべて記録されている。ケイシーはこの潜在意識の記録、「霊的な記録庫」にアクセスし、過去世の記憶から得た情報により人々の相談に応じているのだという。この「霊的な記録庫」が、のちに神智学の用語に倣って「アカシックレコード」と呼ばれるようになった。ケイシーは、相談者の問題は、前世から受け継いだ「カルマ（因果）」によって起こると考えた。また、滅亡した古代大陸アトランティス（現在では架空と考えられている）に生きたアトランティス人が多数アメリカに転生していると述べ、アトランティスの興亡をめぐる超古代史なども語った。ケイシーは、科学技術の暴走による文明の滅亡など終末思想の濃い予言を間近なものとして語り、核兵器の脅威におびえる人々の支持を得た。これらの予言が当たることはなかった。
ケイシーのリーディング結果は1万4000件に及び、アメリカのエドガー・ケイシー財団（Association for Research and Enlightenment、A.R.E.）が管理している。
アカシックレコードへのアクセス方法はチャネリングまたはリーディングと呼ばれるが、これらは心霊主義の交霊会に由来し、元々は霊媒によって行われた。1960年代のカウンターカルチャーを源流のひとつとし、1970年代後半に始まるアメリカのニューエイジ運動の中で、アカシックレコードへのアクセスが試みられていった。ニューエイジでは、世界のすべての現象を記録したアカシックレコードは実在し、それにアクセスするチャネリングは真正のものと考えられることがあり、異次元の「ソース」から高次の霊的な情報、真実であり重要な情報を得ることができるチャネラーが多数存在すると考える人もいた。

## フィクション
さくらももこ『ちびまる子ちゃん』「まる子 ノストラダムスの予言を気にするの巻」少女漫画雑誌 『りぼん』1990年11月号に掲載
この話では、五島勉の『ノストラダムスの大予言』（1973年） に端を発する最初のノストラダムス・ブームでの子供たちの反応が描かれている。作中では、主人公のクラスメートの花輪君が、ノストラダムスの予言の根拠としてアカシックレコードを説明している。このエピソードはアニメ第1期（1990年 - 1992年）で放送された。
皆川ゆか 『運命のタロット』『真・運命のタロット』（1992年 - 2004年、講談社X文庫ティーンズハート）シリーズ
時間ファンタジー／SF作品であり、アカシックレコードが重要なモチーフとなっている。主人公は、定められた運命の”改変”を賭けたタロットカードの精霊たちの戦いに巻き込まれる。作中では頻回にわたり、運命はアカシックレコードに刻まれているということが語られ、またアカシックレコードを利用した特殊能力を持つ精霊や、アカシックレコードを読むことができる人物などが登場する。
魔夜峰央『パタリロ!』
66巻掲載の「カキちがい」ではアカシックレコードの不具合で「『か』が『き』におきかわっている」内容のエピソード。また59巻掲載の「イズミールにて」では未来に起きる大災害はアカシックレコードに記されているので防ぐことは出来ないという説明がある。
平成ウルトラセブン
『ウルトラセブン誕生35周年“EVOLUTION”5部作』第5話にて、その存在が判明する。近未来、死滅する人類に代わり植物生命体が新たな地球の支配者となることが暗示されていた。また、これを書き換えることは、宇宙で最大の罪とされている。
仮面ライダー電王
作中に登場する列車型タイムマシン「デンライナー」はアカシックレコードにアクセスし歴史に干渉することの無いように運行している。
仮面ライダーW
「地球(ほし)の本棚」と呼ばれる地球の記憶が本の形で保管されている本棚が登場する。主人公の1人フィリップは地球の本棚でいくつかの「KEY WORD」を基に本を絞り込み、閲覧することで事件の真相に迫っていく。
インディ・ジョーンズ/クリスタル・スカルの王国